# تشارلز ر. كودمان
تشارلز ر. كودمان (بالإنجليزية: Charles R. Codman)‏ هو كاتب أمريكي، ولد في 22 فبراير 1893 في بوسطن في الولايات المتحدة، وتوفي بنفس المكان في 25 أغسطس 1956.